# Nicole Rightnowar
Nicole Rightnowar (Bedford, 10 luglio 1997) è una pallavolista statunitense, schiacciatrice dello Cheseaux.

## Carriera

### Club
La carriera pallavolistica di Nicole Rightnowar inizia nei tornei scolastici del Michigan, giocando per la Bedford PS. Continua a giocare a livello universitario, entrando a far parte del programma della IPFW, in seguito Purdue Fort Wayne, con la quale partecipa alla NCAA Division I dal 2015 al 2018.
Nella stagione 2019-20 firma il suo primo contratto professionistico nella Lega Nazionale A svizzera, vestendo la maglia dello Cheseaux.